# Federació Catalana de Basquetbol
La Federació Catalana de Basquetbol (abreviat "FCBQ") és una entitat privada sense afany de lucre, d'utilitat pública i d'interès cívic i social, que està integrada per associacions, clubs o altres entitats esportives que es dediquen a la pràctica del basquetbol dins el territori català. En l'actualitat la Federació Catalana de Basquetbol està constituïda per més de 500 entitats.
La Federació Catalana de Basquetbol té una seu central, ubicada a Barcelona, tres representacions territorials (Girona, Lleida i Tarragona) i una delegació comarcal (Manresa, Comarques Centrals).
És competència de la Federació Catalana de Basquetbol promocionar, ordenar, dirigir i regular, en coordinació amb la Secretaria General de l'Esport de la Generalitat de Catalunya, tota l'activitat de l'esport del bàsquet a Catalunya. Forma part de la Unió de Federacions Esportives de Catalunya.

## Història

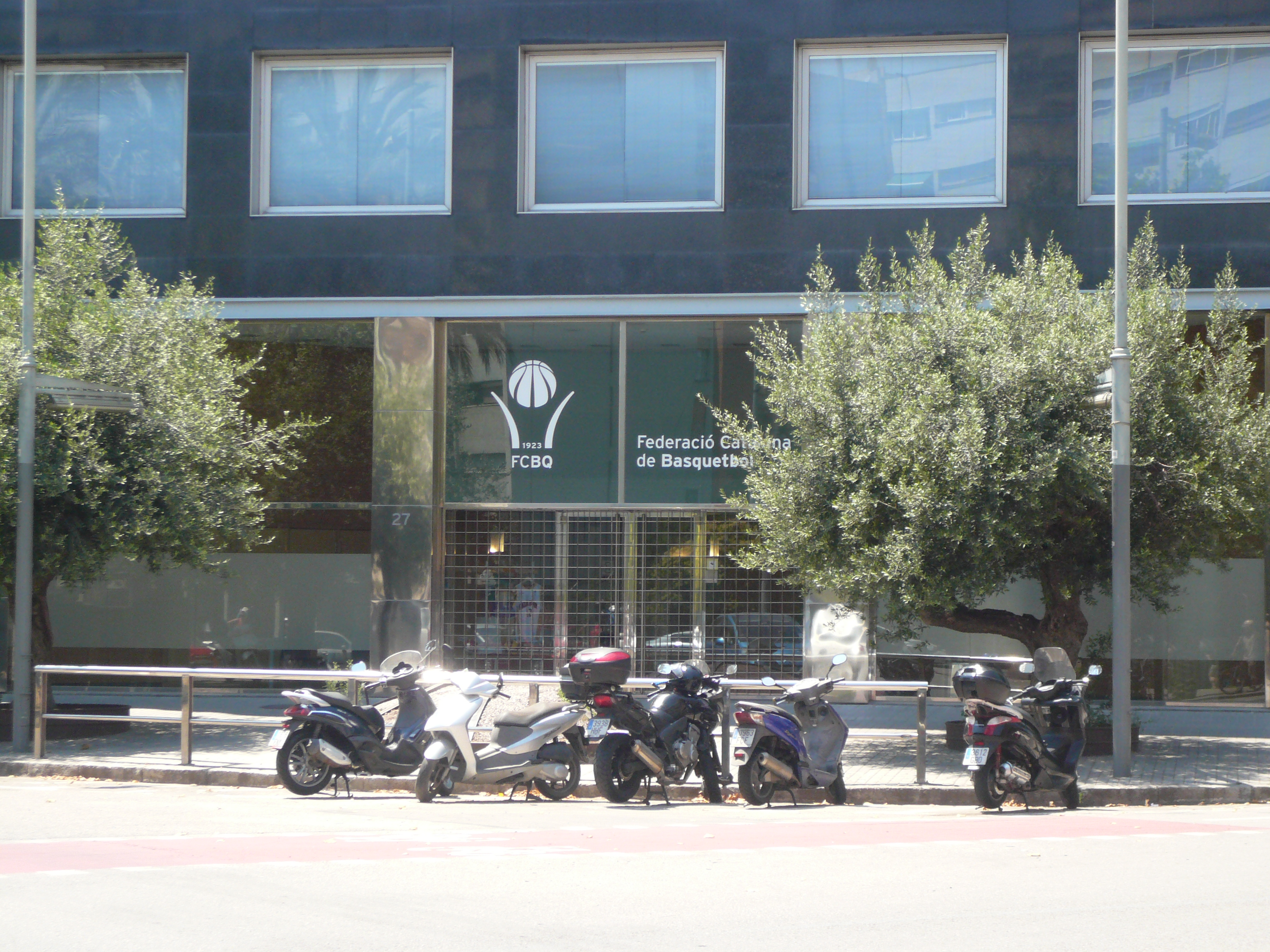
Seu de la Federació a la Rambla Guipúscoa

El 31 de juliol de 1923, a Barcelona es funda la primera federació de bàsquet espanyola, amb el nom de Federación Nacional de Basket-ball, amb Fidel Bricall com a president. Es convocà una reunió dels clubs catalans per constituir el Comitè Regional de Catalunya, amb Santiago Ferrer de president. El 1925 es canvia el nom, passant-se a dir Federación Catalana de Basket-ball.
El 1933 hi va haver problemes polítics a la federació, i la Federación Española va fer una assemblea extraordinària, i va formar una nova directiva per suavitzar les males relacions que existien entre la Federación Centro (Madrid), que havia format la Confederación Española de Basket-ball. Al final, es van fusionar els dos organismes en la Federación Española de Basket-ball, que el 1935 va traslladar la seva seu de Barcelona a Madrid. Finalment, en el mes de febrer de l'any 1940 es torna a constituir la Federació Catalana de Basquetbol, sent nomenat president Julio Clavero León.
El 2001 la Federació Catalana de Basquetbol va rebre la Creu de Sant Jordi. El 2005 canvià la seva seu, que era al carrer Casanova de Barcelona, a la Rambla Guipúscoa número 27 de la mateixa ciutat.

## Presidents

### Santiago Ferrer Combeller (1924-1925)
Tresorer de la Federación Nacional de Basket-Ball, que es va fundar el 31 de juliol de 1923 a Barcelona i que va presidir Fidel Bricall, va ser el primer president del Comitè Regional de Catalunya fins al 1925, quan aquest va canviar el nom pel de Federació Catalana de Basket-ball.

### Josep Espelleta Mercadal (1925)
President de la secció d'atletisme del Futbol Club Martinenc, vicepresident del Comitè Regional de la Federació Catalana d'Atletisme i membre de la Federación Nacional de Basket-Ball, va ser elegit president de la Federació Catalana de Basket-Ball quan el Comitè Regional va adoptar aquest nom el 26 de febrer de 1925. Va ser el delegat d'aquest esport en la Confederació Esportiva de Catalunya.

### Joan Trigo Serrano(1925-1928)
Pioner de l'educació física a Catalunya i sorgit del món de la natació i el waterpolo, durant el seu mandant, el bàsquet va tenir una gran expansió, especialment a patir del partit que l'Hindú de Buenos Aires que va jugar contra la selecció catalana el 25 de març de 1927, fet que va provocar una gran revolució en el bàsquet en passar de jugar-se en camps de futbol amb set jugadors a fer-ho en pistes més petites i amb cinc.

### Domènec Batalla Macià (1928-1930)
Va ser un dels fundadors i membre de la primera junta del Gràcia Esports Club al principi de 1923. Durant el seu mandat a la Federació Catalana d va crear el Col·legi d'Àrbitres, a més el Campionat de Catalunya es va començar a van jugar amb equips de cinc jugadors en pista petita, amb la qual cosa el bàsquet va començar a arrelar fora de la ciutat de Barcelona, en poblacions com Badalona, Mataró o Manresa, i es va crear el primer club exclusivament femení, el Club Femení d'Esports. Durant l'Exposició Internacional de Barcelona de 1929, la selecció catalana va tenir el seu segon contacte internacional contra l'Ambrosiana de Milà.

### Emili Rodríguez Aguirre (1930-1931)
Primer va ser vicepresident de la Federació Catalana d'Atletisme sota la presidència de Joan Coll, abans d'ocupar el càrrec de president de la Catalana de Bàsquet. Membre de la junta directiva del CE Europa, va viure una etapa de creixement al capdavant de la Federació Catalana, tal com ho demostra el fet que en l'onzena edició del Campionat de Catalunya disputat l'any 1931 es van inscriure vint-i-dos clubs, i que el 3 d'abril de 1932 es va celebrar a la pista de la Bordeta un partit entre el RCD Espanyol i el Madrid, el primer que van disputar un equip català contra un de castellà i que va ser el primer pas, perquè la temporada següent s'instaurés el Campionat d'Espanya.

### Àngel Truñó Russiñol (1931-1935)
Durant el seu mandat, el 1932 es va crear l'Agrupació de Basquetbol de Catalunya, nascuda com una federació paral·lela a l'oficial, que al final es va integrar a la federació. El 1933 també va viure la reconciliació de la Federació Espanyola, de la qual era vicepresident, amb la Confederació Espanyola, que havien format un anys
 abans alguns clubs madrilenys. El mateix any també es va celebrar el primer Campionat de Catalunya femení no oficial, que va guanyar el Club Femení d'Esports, i la primera edició del Campionat d'Espanya.

### Pere Marí Nogueró (1935-1936)
Va arribar al món del bàsquet gràcies al seu fill, que jugava als infantils de l'Athletic de Sant Gervasi. Amb el temps, es va convertir en el president del club barceloní i posteriorment, gràcies a la seva bona tasca va entrar a la federació. Primer va tenir un càrrec al Comitè de Competició i el 1935 va ser elegit president.

### Joan Bucheli Sabater (1936-1939)
Destacat membre de la Unió Cristiana de Joves (YMCA), va ocupar la vicepresidència el mes de juny de 1936 de la junta presidida per Pere Marí i va substituir-lo interinament quan la federació va quedar sota el control del Comitè Central de les Milícies Antifeixistes. Malgrat que la Guerra Civil va acabar paralitzant les competicions, a partir de 1937 va portar una important activitat formativa i de promoció del bàsquet. Passada la guerra va seguir promocionant l'esport formatiu des de l'empresa privada.

### Julio Clavero Lon (1939-1941)
Va ser directiu de la secció de bàsquet del RCD Espanyol i va ser delegat nomenat pel Consejo Nacional de Deportes per a la reorganització del bàsquet a Catalunya després de la Guerra Civil, el mes de juliol de 1939. Poc després va ser confirmat per les autoritats franquistes com a nou president fins al mes de juliol de 1941. Durant el seu mandat es van reprendre les competicions a Catalunya i a tot l'Estat espanyol, però amb absències destacades, perquè els equips Patrie i l'YMCA, dos dels clubs punters catalans de l'època, van desaparèixer.

### Rafael Castejón Gómez(1941-1954)
Secretari de la Federació Espanyola, amb seu a Barcelona l'any 1933, va ser nomenat president de la Catalana el mes de juliol de 1941. El seu mandat va destacar perquè va aconseguir que sorgissin equips a tots els racons de Catalunya amb un espectacular domini dels equips catalans en el Campionat d'Espanya masculí, amb deu títols consecutius entre 1941 i 1950 (sis del Barça, dos del Laietà Basket Club, un del Joventut i un del RCD Espanyol) i també amb el de la primera Lliga estatal oficiosa que es va jugar el 1946 i que va guanyar l'equip blaugrana. Va ser nomenat president honorari de la Federació Catalana i durant uns anys va ser també delegat a Catalunya de la Federació Espanyola.

### Ismael Almela Sales (1954-1959)
Durant la seva etapa a la presidència, Barcelona va acollir el 1955 els Jocs del Mediterrani, que van ser un gran èxit organitzatiu i esportiu amb victòria de la selecció espanyola. Catalunya en aquella època era una gran potència dins l'Estat espanyol, el 1959 van jugar simultàniament el mateix dia dues seleccions catalanes, una enfrontada a Castella i l'altra a Bèlgica, i totes dues van guanyar.

### Ernest Segura de Luna(1959-1972)
Va entrar el 1954 com a secretari i el 1956 va ser nomenat vicepresident i el 1959 president. El 1972 va ser nomenat president de la Federació Espanyola, el 1977 el van reelegir i el 25 de juliol de 1981 va tornar a ser escollit en les primeres eleccions democràtiques. El 1984, però, va haver de deixar el càrrec a conseqüència d'un reial decret promulgat aquell mateix any que impedia continuar als presidents que haguessin complert tres mandats consecutius. Malgrat això, el 5 d'octubre de 1991 va tornar a la presidència de la FEB fins al 2004. També va ser membre del Comitè Executiu de la Federació Internacional de Bàsquet (FIBA), en la qual va presidir diverses comissions. Va ser president del Comitè Organitzador del Mundial de Bàsquet d'Espanya 1986 i, entre altres càrrecs, va formar part de les juntes directives del Comitè Olímpic Espanyol (de 1977 a 1992) i del Consejo Superior de Deportes (1975-1985), organisme en el qual també va ocupar la vicepresidència del Comitè de Disciplina Esportiva.

### Joan Fa Vilaró (1972-1973)
Va ser responsable de la secció de bàsquet del Club de Tennis Barcino, i membre de la junta directiva del Joventut i president del Comitè de Competició de la Federació Catalana. Va ser president en funcions, des del 15 de desembre de 1972, quan Ernest Segura de Luna va marxar a la Federació Espanyola, fins al 18 de desembre de 1973, quan va ser nomenat Andreu Ponsirenas. Durant l'any de la seva presidència, la Federació Catalana va celebrar el seu 50 aniversari

### Andreu Ponsirenas Martorell(1973-1979)
Va ser un dels fundadors del Centre Parroquial Sant Josep de Badalona el 1942, i va crear la seva secció de bàsquet, en la qual va jugar durant dos anys. Després, va passar a desenvolupar tasques d'entrenador i dirigent fins a arribar a la presidència del club, que el va catapultar a la de la Federació Catalana. Durant els sis anys que va ser president de la Catalana també va ser membre de la Junta directiva de la Federació Espanyola.

### Pere Sust i Sagau(1979-1984)
Va ser president de la Federació Catalana entre 1979 i 1984. El 1980 va crear la Lliga catalana, va recuperar les seleccions catalanes amb un partit entre Catalunya i el País Basc i va promoure la creació de l'Escola Catalana d'Àrbitres. El 1984 va ocupar la presidència de l'Espanyola, càrrec per al qual va ser reelegit el 1988, el va portar a ocupar llocs de responsabilitat a la Federació Internacional, al Comitè Olímpic Espanyol, al Consejo Superior de Deportes i al Comitè Organitzador dels Jocs Olímpics de Barcelona 1992.

### Enric Piquet i Miquel(1984-2010)
Es va formar en el Penya les Corts, va ser jugador del Laietà entre 1947 i 1959, i el 1953 i posteriorment va ser-ne el president de la secció de bàsquet fins al 1973, quan va entrar a la junta directiva de la Federació Catalana com a tresorer. El 1983 va ser ascendit a vicepresident i el mes de novembre de 1984 va substituir Pere Sust en la presidència quan aquest va ser elegit nou president de la Federació Espanyola. Durant els anys que va estar al front de la Federació Catalana, aquesta va passar de 25.000 a 90.000 llicències, amb un notable increment de les femenines i de les categories inferiors, Catalunya va acollir les principals competicions internacionals (Campionat del Món, Jocs Olímpics, Eurobasket, Final Four de l'Eurolliga, Congrés de la FIBA, visites d'equips de l'NBA, etc.), es van construir noves instal·lacions, com la de Bac de Roda, i es van engegar importants campanyes, com “Bàsquet al carrer: 1.000 cistelles a Catalunya”. Després de deixar la presidència de la federació, però, va seguir mantenint la de la Fundació del Bàsquet Català.

### Joan Fa i Busquets(2010-2019)
Exjugador de bàsquet de la Salle Bonanova, Club Tennis Barcino, Joventut de Badalona i Picadero, va ser internacional en totes les categories amb la selecció espanyola i va ser membre de l'històric equip de la Penya que l'any 1966, va guanyar la Lliga estatal per davant del Reial Madrid. Vuit anys després de deixar el bàsquet actiu, el 1979, va entrar a formar part del Comitè de Competició de la Federació Catalana, també va formar part del Comitè d'Apel·lació, el qual va presidir entre 1990 i 1995, i va ser secretari de la junta directiva de la federació entre 1998 i 2002, i vicepresident des de 2002 a 2010. A partir de 2004 també va ser vicepresident de la Federació Espanyola. Al desembre de 2010 va arribar a la presidència de la federació, i durant el seu mandat va reestructurar-la per donar resposta a les necessitats dels clubs tot adaptant-la a les noves tecnologies. En aquests anys va engegar projectes com el BQSolidari, un espai on tenen cabuda projectes solidaris amb el bàsquet com a protagonista, o el BQSalut, una àrea amb l'objectiu de reduir la sinistralitat en el Bàsquet Català. Sota el seu mandat també es va crear la 'Capitalitat del Bàsquet Femení', es va impulsar l'acta digital i es va potenciar la modalitat del bàsquet 3x3 i la seva pràctica, donant vida al Circuit 3x3 FCBQ. Així mateix, també va potenciar la Fundació del Bàsquet Català amb esdeveniments, actes i projectes culturals.

### Ferran Aril Duran (2019-)
Vinculat al món del bàsquet des dels 10 anys, va iniciar la seva trajectòria al Col·legi La Salle de La Seu d'Urgell i, més tard, va passar a conviure amb la realitat del club de la seva ciutat natal, l'AE Sedis Bàsquet, on va realitzar diferents tasques com a jugador, entrenador i més tard de president, exercint com a màxim responsable de l'entitat al llarg d'un mandat. L'any 1982 s'incorpora com a vocal a la Junta Directiva de la Representació Territorial de Lleida i més tard a la Junta Directiva de l'FCBQ. Posteriorment va accedir a la Presidència de l'RT Lleida de l'FCBQ i Vicepresidència de la Federació Catalana de Basquetbol, càrrec que va ostentar durant 26 anys. També ha estat membre de diferents comissions a la Federación Española de Baloncesto (FEB) en vàries etapes: primer com a assembleista, més tard a la Comissió Delegada, i, des de març de 2019, és membre de la Comissió Executiva. Assoleix la Presidència de l'FCBQ dimarts 9 de juliol de 2019 agafant el relleu de Joan Fa a un any abans de finalitzar el seu mandat.

## Territorials
La FCBQ té tres seus territorials a més de la principal (Barcelona): Girona, Lleida i Tarragona i una delegació comarcal Manresa.

### Presidents de les Representacions Territorials
- Girona: Francesc Xavier Santaló Bayona
- Lleida: Javier Calles Ramos
- Tarragona: Joan Cortina Badoch

## Clubs de primera divisió

### MasculinsACB
- Futbol Club Barcelona
- Club Joventut de Badalona
- Bàsquet Manresa
- Bàsquet Club Andorra

### FemeninsLF
- Cadí La Seu d'Urgell
- UniGirona CB

## Competicions organitzades per l'FCBQ
A mitjans del segle xx va organitzar el Campionat de Catalunya de bàsquet masculí (1923-1957), el Campionat de Catalunya de bàsquet femení (1933-1963) i la Copa General Orgaz (1940-1950). Actualment organitza la Lliga Nacional Catalana Masculina (1980) i la Lliga catalana de bàsquet femenina (1981) en categories absolutes, així com les Lligues Nacionals Catalanes en categories: LEB (LEB Or i LEB Plata), EBA i Femenina 2.
A nivell internacional de Seleccions, entre els anys 2008 i 2012 coorganitza amb les federacions del País Basc i Galícia la Copa de les Nacions masculina i la Copa de les Nacions femenina, amb la participació de la Selecció Catalana de bàsquet absoluta.
També organitza la Flama del Canigó, un torneig entre quatre combinats francesos (de la federació del sud de França) i els campions i subcampions de la Copa Catalunya Masculina i Femenina, les màximes competicions organitzades per l'FCBQ.